# Vestey Foods
 (mars 2021).
Si vous disposez d'ouvrages ou d'articles de référence ou si vous connaissez des sites web de qualité traitant du thème abordé ici, merci de compléter l'article en donnant les références utiles à sa vérifiabilité et en les liant à la section « Notes et références ».
Le groupe Vestey est une société détenue à 100 % par la famille Vestey depuis quatre générations dont le siège social se situe à Londres. 

## Historique
La société fut fondée en 1897 par deux frères, William et Edmund Vestey, qui identifièrent les besoins croissants de la population du Royaume-Uni en ressources alimentaires de qualité accessibles à tous en provenance de l'étranger au début de la révolution industrielle. 
William et Edmund avaient déjà passé un certain nombre d'années à travailler dans la société de leur père, Samuel, qui était grossiste et négociant à Liverpool. Leur père les avait envoyés à Chicago pour l'approvisionnement en viandes et en produits laitiers pour sa société.
La formation commerciale ainsi reçue par les deux frères en travaillant pour leur père aux États-Unis eut une valeur inestimable et, une fois leur propre affaire lancée, Union Cold Storage Company, en 1897, ils continuèrent à s'approvisionner en produits des États-Unis ainsi qu'en volaille, œufs et produits laitiers en provenance de Russie. Les frères, comprenant qu'il y avait un manque en infrastructures frigorifiques pour les produits frais et congelés, créèrent de nombreux entrepôts frigorifiques à Liverpool, Hull, Londres et Glasgow avant d'étendre leurs affaires avec de nouveaux entrepôts à Paris, Moscou, Saint-Pétersbourg, Vladivostok, Riga, New York et Johannesburg.
En 1905, les frères créèrent une usine de traitement d'œufs à Hankin, en Chine, la première de 5 usines identiques en Chine qui devint une des ressources principales pour la fourniture de poudre d'œufs pour la pâtisserie au Royaume-Uni, aux États-Unis et en Europe continentale pendant une période de presque cinquante ans. 
Dans le but de contrôler le transport de leurs ovo produits, les frères achetèrent en 1911 un cargo frigorifique de Nouvelle-Zélande pour acheminer leur production vers le Royaume-Uni. Ce fut le premier d'une flotte qui s'étendra finalement à 9 navires affectés à ce commerce, et ainsi fut formée la société de transport maritime Blue Star Shipping. Blue Star est ensuite devenue une des plus grandes et des plus fameuses sociétés de transport maritime frigorifique dans le monde. 

Entre 1913 et 1920, les frères ont acquis des terres agricoles et des usines de réfrigération au Venezuela, en Australie et au Brésil et d'autres usines de réfrigération en Nouvelle-Zélande, Argentine et à Madagascar dans le but de fournir le marché anglais en bœuf. 
En plus des entrepôts frigorifiques, la société au Royaume-Uni a également acquis ou créé un réseau de commerce de gros et de détail. À son apogée, la société détenait 2.500 commerces de détail. 
Au cours des décennies, l'activité a naturellement évolué et est impliquée aujourd'hui dans l'exploitation de fermes au Brésil et au Venezuela, et dans le négoce et le commerce de gros de produits alimentaires en Amérique du Sud, en Europe, au Moyen-Orient et en Extrême-Orient.
En pleine guerre les deux frères possédant une entreprise en Argentine, paradis fiscal à l'époque, entament un procès contre l'Angleterre pour combattre la double imposition disent-ils. Ils plaident pour le maintien des emplois afin d'obtenir gain de cause. Ce prétendu maintien des emplois en Argentine détruit des emplois en Angleterre. Ils n'obtiennent évidemment pas gain de cause cette fois-ci.